# L'Appât de l'or

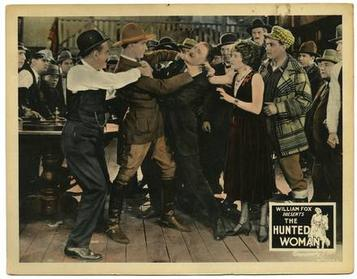
Photo promotionnelle du film.

L'Appât de l'or (The Hunted Woman) est un film américain réalisé par Jack Conway et sorti en 1925.

## Synopsis
Une jeune femme se rend dans le Grand Nord pour découvrir si son mari est mort ou vivant, et aussi pour faire libérer de prison son frère innocent. Elle rencontre un jeune homme chercheur d'or et entretient une relation amoureuse avec lui. Elle n'abandonne pas son amour jusqu'à ce que son mari soit retrouvé et tué, trouvant la mort dans une bagarre avec le partenaire du jeune homme.

## Fiche technique
- Titre original : The Hunted Woman
- Réalisation : Jack Conway
- Scénario : Robert N. Lee, Dorothy Yost
- Producteur : William Fox
- Photographie : Joseph H. August
- Production : Fox Film Corporation
- Distributeur : Fox Film Corporation
- Durée : 5 bobines
- Date de sortie : 
  - États-Unis : 22 mars 1925

## Distribution

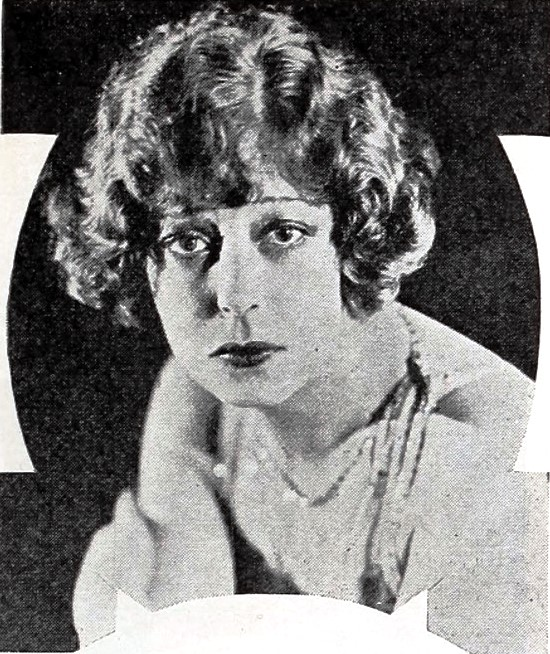
Seena Owen.

- Seena Owen : Joanne Gray
- Victor McLaglen : Quade
- Earl Schenck : John Aldous
- Diana Miller : Marie
- Cyril Chadwick : Culver Rann
- Francis McDonald : Joe De Bar
- Edward Peil Sr. : Charlie